# 石卷線
石卷線（日语：／ Ishinomaki sen */?）是一條連結宮城縣遠田郡美里町的小牛田站與宮城縣牡鹿郡女川町的女川站，屬於東日本旅客鐵道（JR東日本）的鐵路線（地方交通線）。
2011年3月11日發生2011年日本東北地方太平洋近海地震（東日本大震災）造成全線無法通行，2013年3月16日復舊小牛田站－浦宿站間，2015年3月21日全線復舊（詳情參見「東日本大震災的影響」一節）。
路線顏色是粉紅色，全線由JR東日本仙台支社管轄。位於IC乘車卡「Suica」的使用範圍外，Suica的使用只限小牛田站、石卷站。

## 路線資料
- 管轄：
  - 東日本旅客鐵道（第一種鐵道事業者）：小牛田站－女川站間 44.7公里
  - 日本貨物鐵道（第二種鐵道事業者）：小牛田站－石卷站間 27.9公里
- 軌距：1067毫米
- 站數：14個（包括起終點站）
  - 若只限屬於石卷線的車站，排除屬於東北本線的小牛田站[2]則為13個。
- 複線路段：沒有（全線單線）
- 電氣化路段：沒有（全線非電氣化（日语：非電化））
- 最高速度：85公里/小時
- 運轉指令所（日语：運転指令所）：小牛田CTC

## 使用車輛
由小牛田運輸區所屬的柴油動車組運行。
- Kiha40型、Kiha48型
- Kiha110系：主要用作直通氣仙沼線的快速列車「南三陸」。

## 歷史
- 1912年10月28日：仙北輕便鐵道小牛田～石卷開業 (27.9km)。設有涌谷、前谷地、佳景山、鹿又、石卷5個車站，並採用762mm軌距[3]。
- 1919年4月1日：仙北輕便鐵道國有化[4]，改名為仙北輕便線。
- 1920年5月23日：軌距由762mm改為1067mm窄軌[5]。
- 1921年1月1日：路線再改稱為石卷輕便線[6]
- 1922年9月1日：路線再改稱石卷線，輕便鐵道法廢止。
- 1939年10月7日：路線由石卷延長至女川 (17.0km)，增設陸前稻井、渡波、澤田、女川共4站。
- 1953年：開始採用柴聯車行走。
- 1956年：
  - 2月12日：浦宿站開業（澤田～女川間）。
  - 4月5日：曾波神站開業（鹿又～石卷間）。
  - 8月1日：上涌谷站開業（小牛田～涌谷間）。
- 1958年8月11日：女川～女川港(1.4km)貨物線開通，女川港貨物站開業。
- 1974年3月24日：最後一日使用蒸汽機車（C11型），翌日起全採用DE10型柴油機車牽引。
- 1977年10月1日：小牛田 - 前谷地間單線自動閉塞化。
- 1980年8月1日：女川～女川港(1.4km)貨物線廢線；女川港貨物站廢站；而渡波～女川間的貨運服務也停止。
- 1984年1月15日：石卷～渡波貨運服務停止。
- 1987年4月1日：日本國鐵分割民營化，路線營運由JR東日本繼承。
- 1989年4月26日：萬石浦站開業（渡波～澤田間）。
- 2001年10月14日：天皇明仁及皇后出席第56屆國民體育大會，皇室用客車（日语：皇室用客車）「御料車1號」及相關車廂被用作召喚列車（日语：お召し列車），安排由仙台站經東北本線、石卷線及氣仙沼線前往柳津，由DD51 842牽引（DD51 888為後備機車）。
- 2011年：
  - 3月11日：發生東北地方太平洋沖地震（東日本大震災），全線不通。
  - 4月17日：小牛田～前谷地恢復營運。
  - 5月19日：前谷地～石卷恢復營運。
  - 12月1日：開設特別直通快速列車，平日朝早由石卷站經東北本線前往仙台站[7]。
- 2012年：
  - 1月10日：加設平日晚間由仙台站經東北本線返回石巻站的回程特別直通快速列車[8]。
  - 3月17日：石卷～渡波恢復營運。特別直通快速列車改為每日運行[9]。
  - 10月9日：貨物列車再開。
- 2013年：
  - 3月16日：渡波～浦宿恢復營運[10]。
  - 3月23日：增設周末及假日觀光特別列車「石卷線萬畫館線」[11]。
  - 3月25日：涌谷站站舍完成重建[12]。
- 2014年4月1日：全線歸入仙台近郊區間。
- 2015年：
  - 3月14日：因應新路軌位置，浦宿～女川的距離縮短0.2 km[13]。
  - 3月21日：女川站重建完成並恢復營業，石卷線全線重開[13]，但改為列車不能交換車站，只設有側式月台1個。

在1915年至1939年，石卷～女川間曾存有另一條輕便鐵道金華山軌道，後來石卷線延長後便廢線。

## 車站列表
- 石卷線，包括仙石東北線的列車，所有定期旅客列車都停靠所有車站。
- 軌道（全線單線） … ◇：可列車交會，｜：不可列車交會
- 所有車站都位於宮城縣內

| 中文站名 | 日文站名 | 英文站名 | 站間營業距離 | 累計營業距離 | 接續路線                                         | 軌道 | 所在地       |
| -------- | -------- | -------- | ------------ | ------------ | ------------------------------------------------ | ---- | ------------ |
| 小牛田   |          |          | -            | 0.0          | 東日本旅客鐵道：■東北本線、■陸羽東線             | ｜   | 遠田郡美里町 |
| 上涌谷   |          |          | 3.5          | 3.5          |                                                  | ｜   | 遠田郡涌谷町 |
| 涌谷     |          |          | 2.7          | 6.2          |                                                  | ◇    | 遠田郡涌谷町 |
| 前谷地   |          |          | 6.6          | 12.8         | 東日本旅客鐵道：■氣仙沼線                        | ◇    | 石卷市       |
| 佳景山   |          |          | 4.3          | 17.1         |                                                  | ｜   | 石卷市       |
| 鹿又     |          |          | 4.1          | 21.2         |                                                  | ◇    | 石卷市       |
| 曾波神   |          |          | 2.5          | 23.7         |                                                  | ｜   | 石卷市       |
| 石卷     |          |          | 4.2          | 27.9         | 東日本旅客鐵道：■仙石線、■仙石東北線（仙台方向） | ◇    | 石卷市       |
| 陸前稻井 |          |          | 3.0          | 30.9         |                                                  | ｜   | 石卷市       |
| 渡波     |          |          | 5.0          | 35.9         |                                                  | ◇    | 石卷市       |
| 萬石浦   |          |          | 1.1          | 37.0         |                                                  | ｜   | 石卷市       |
| 澤田     |          |          | 1.3          | 38.3         |                                                  | ｜   | 石卷市       |
| 浦宿     |          |          | 4.1          | 42.4         |                                                  | ｜   | 牡鹿郡女川町 |
| 女川     |          |          | 2.3          | 44.7         |                                                  | ｜   | 牡鹿郡女川町 |

### 廢除路段
貨物支線（1980年廢除）
女川站－（貨）女川港站（1.4公里）

## 關連項目
- 日本鐵路線一覽
- 金華山軌道